# Ausonia (auteur)
Pour les articles homonymes, voir Ausonia et Ausonia (ensemble).
Ausonia, pseudonyme de Francesco Ciampi (né le 23 janvier 1973) est un auteur de bande dessinée et illustrateur italien.

## Publications en français
- Pinocchio, histoire d'un enfant (d'après Carlo Collodi), Pavesio, 2006  (ISBN 88-87810-83-4). Bande dessinée.
- The Art of Ausonia, Pavesio, 2007  (ISBN 978-88-623-3001-5). Recueil d'illustrations quadrilingue.

## Récompense
- 2011 : Prix Micheluzzi du meilleur scénariste pour Interni 3